# Телепинська сільська рада
Телепинська сільська́ ра́да — адміністративно-територіальна одиниця та орган місцевого самоврядування в Кам'янському районі Черкаської області. Адміністративний центр — село Телепине.

## Загальні відомості
- Населення ради: 1 652 особи (станом на 2001 рік)

## Населені пункти
Сільській раді підпорядковані населені пункти:
- с. Телепине

## Склад ради
Рада складається з 16 депутатів та голови.
- Голова ради: Конюшенко Олександр Дмитрович

### Керівний склад попередніх скликань
| Прізвище, ім'я, по батькові   | Основні відомості                                                                          | Дата обрання | Дата звільнення |
| ----------------------------- | ------------------------------------------------------------------------------------------ | ------------ | --------------- |
| Конюшенко Олександр Дмитрович | Сільський голова, 1977 року народження, освіта вища                                        | 26.03.2006   | 31.10.2010      |
| Конюшенко Олександр Дмитрович | Сільський голова, 1977 року народження, освіта вища, член політичної партії «Наша Україна» | 31.10.2010   |                 |

Примітка: таблиця складена за даними сайту Верховної Ради України

### Депутати
За результатами місцевих виборів 2010 року депутатами ради стали:

#### За суб'єктами висування
| Суб'єкт висування                 | Кількість обраних депутатів | %    |
| --------------------------------- | --------------------------- | ---- |
| Самовисування                     | 13                          | 81,3 |
| Політична партія «Сильна Україна» | 2                           | 12,5 |
| Партія «Соціалістична Україна»    | 1                           | 6,3  |

#### За округами
| № округу                          | Прізвище, ім'я, по батькові      | Дата визнання обраним | Освіта             | Партійна приналежність                  | Відомості про обраного депутата                  |
| --------------------------------- | -------------------------------- | --------------------- | ------------------ | --------------------------------------- | ------------------------------------------------ |
| Партія «Соціалістична Україна»    |                                  |                       |                    |                                         |                                                  |
| 11                                | Маркульчак Любов Миколаївна      | 05.11.2010            | середня            | член Партії «Соціалістична Україна»     | ТОВ Агро «Рось», різноробоча                     |
| Політична партія «Сильна Україна» |                                  |                       |                    |                                         |                                                  |
| 5                                 | Брянцева Наталія Григорівна      | 05.11.2010            | вища               | член Політичної партії «Сильна Україна» | загальноосвітня школа с. Телепино, вчитель       |
| 6                                 | Кавун Микола Васильович          | 05.11.2010            | середня            | член Політичної партії «Сильна Україна» | фізична особа-підприємець, директор              |
| Самовисування                     |                                  |                       |                    |                                         |                                                  |
| 1                                 | Шевченко Сергій Миколайович      | 05.11.2010            | середня спеціальна | позапартійний                           | тимчасово не працює                              |
| 2                                 | Забашта Олександр Володимирович  | 05.11.2010            | середня            | позапартійний                           | ТОВ «Інвестагропром», водій                      |
| 3                                 | Мельник Сергій Петрович          | 05.11.2010            | вища               | позапартійний                           | ТОВ «ЛБ трейд», інженер                          |
| 4                                 | Пухир Ганна Петрівна             | 05.11.2010            | середня спеціальна | позапартійна                            | сільська рада, бухгалтер                         |
| 7                                 | Кромм Людмила Анатоліївна        | 05.11.2010            | вища               | позапартійна                            | тимчасово не працює                              |
| 8                                 | Соколовський Олександр Дмитрович | 05.11.2010            | вища               | позапартійний                           | ТОВ «Інвестагропром», директор філії с. Телепино |
| 9                                 | Стрілець Сергій Миколайович      | 05.11.2010            | середня спеціальна | позапартійний                           | тимчасово не працює                              |
| 10                                | Вишивана Тетяна Михайлівна       | 05.11.2010            | середня спеціальна | позапартійна                            | ЦРЛ, фельдшер                                    |
| 12                                | Борисенко Алла Михайлівна        | 05.11.2010            | вища               | позапартійна                            | загальноосвітня школа с. Телепино, вчитель       |
| 13                                | Коротич Ольга Іванівна           | 05.11.2010            | вища               | позапартійна                            | загальноосвітня школа с. Телепино, директор      |
| 14                                | Галушка Ніна Петрівна            | 05.11.2010            | середня спеціальна | позапартійна                            | тимчасово не працює                              |
| 15                                | Галушка Сергій Петрович          | 05.11.2010            | середня            | позапартійний                           | тимчасово не працює                              |
| 16                                | Куцокінь Катерина Степанівна     | 05.11.2010            | середня спеціальна | позапартійна                            | Сільська рада, секретар                          |